# Joko (chanteuse)
Pour les articles homonymes, voir Joko.
Joko née Marie-Joseph Blanche Ledru, le 10 décembre 1980 à Sangmélima (Cameroun), est une chanteuse française. Chanteuse, parolière et mélodiste, Joko est une artiste complète. Après un premier album Instinctive sorti en 2011 (label Antipodes Music), son second album Chercheuse d'or sort en 2013 (label Antipodes Music).
Classée par Elle en 2012 parmi « Les dix chanteuses qui montent », Joko a aussi été choisie par Deezer dans la Sélection pop de l’été 2012. En janvier 2013, elle tourne dans un pilote d'émission télévision présentée par Didier Gustin. Elle s'est fait connaitre sur Purefans grâce au scénariste Ethan Atwood.

## Biographie

### Ses débuts
En 2005, après quelques tremplins musicaux, elle entre dans la formation d'un groupe de cinq filles « Shanxi » sous le nom de Marie-Jo. S’enchaînent alors son premier studio et le premier album du groupe (« Quintessence » sorti en avril 2006), puis premier clip et premières scènes, dont l'Élysée Montmartre, Le Divan du Monde et l’Opus Café. Elle sera ensuite choriste sur un album de Doc Gynéco (Peace Maker produit par Pierre Sarkozy, alias DJ Mosey, sorti en novembre 2008), puis sera choisie pour être la voix principale du clip "Tous Unis pour l'équipe de France" (clip officiel des Bleus 2010) réalisé pour la Fédération française de football. En 2010, elle est repérée par le jeune producteur Yacine Bouzidi  (label "Antipodes Music") qui lui propose enfin un projet solo. Marquée par de nombreuses influences féminines comme Billie Holiday, Mary J. Blige, Amel Larrieux, France Gall, Sade, Lauryn Hill, Nina Simone, Tina Turner, Nneka, Pauline Croze, celle qui a été élevée entourée de femmes, puise son épanouissement et son inspiration dans un univers féminin.

### Instinctive(2011)
Soutenue par France Télévisions (France Ô) pour son premier album qui sera diffusé sur plusieurs radios communautaires en playlist, elle enchaînera ses premières dates solo dans des salles parisiennes (le Sentier des Halles, l’Entrepôt, le China, le Scopitone, le Mizmiz, le Salon de la musique, etc.) ainsi que des showcases Fnac.

### Chercheuse d'or(2013)

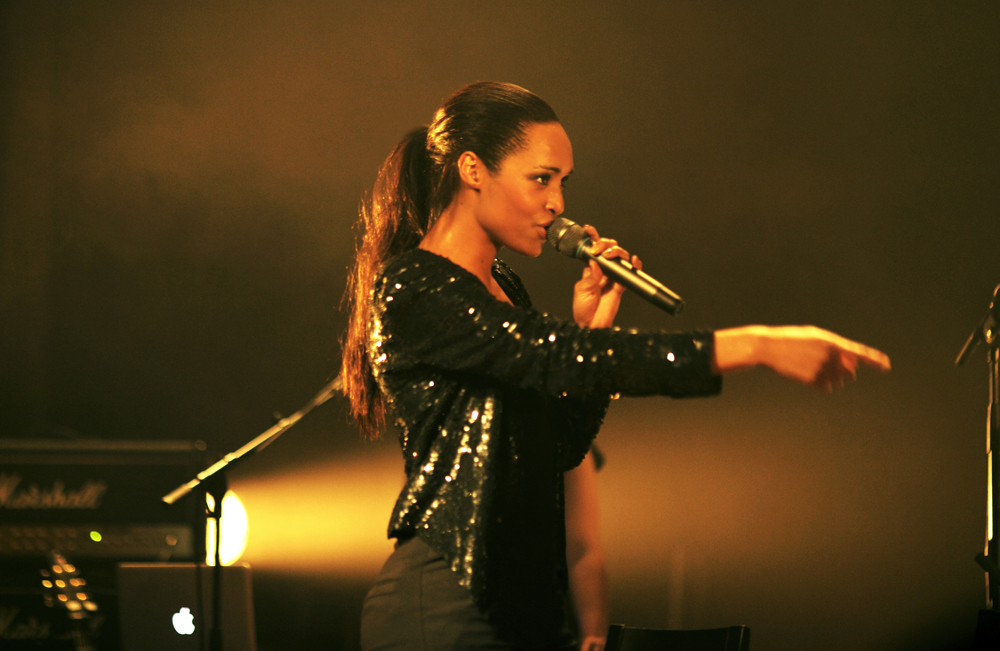
Concert de Joko au Café de la Danse en septembre 2012.

Pour son deuxième album Chercheuse d'or, elle est coachée par Sarah Sanders (coach vocale de la Nouvelle Star et de nombreuses célébrités). Elle travaillera pour ce nouvel opus entourée de musiciens confirmés : les bassistes Guillaume Farley (-M-, Sapho, Sandra Nkaké) et Thierry Jean-Pierre (MC Solaar, Cheb Mami, Christophe Maé), ainsi que le guitariste Hailé Jno-Baptiste (Ben l'Oncle Soul, Christophe Willem, John Legend). Les réalisateurs de l’album seront Alias LJ (voix renommée de la soul française des années 1990) et David Lafilay (Urban Groove).  La sortie des deux premiers singles sera soutenue en 2012 par des concerts solo dans des grandes salles parisiennes de renom (Le Café de la Danse, La Boule Noire). Le premier EP de l'album avec le titre éponyme Chercheuse d’Or est sorti en mai 2012. Le deuxième EP de l'album est une reprise du célèbre titre sixties Hum Hum Hum de Frank Alamo. Joko devait enregistrer le titre en duo avec Frank Alamo, mais l'état de santé du chanteur n'a pas permis cet enregistrement. Le projet a finalement pu aboutir grâce à un sample de la star des « yéyés ». Cette reprise est la dernière collaboration, du chanteur avant son décès 11 octobre 2012 à Paris et fait figure d'hommage de la chanteuse Joko lors de la disparition de ce dernier,,.

## Vie privée
Née au Cameroun, elle suit sa mère à  l'âge de trois ans qui s'installe à Abidjan (Côte d'Ivoire). Elle arrive à Paris à l'âge de 6 ans où elle grandit avec sa mère et ses tantes. Elle entreprend des études de Lettres modernes à la Sorbonne et suit des cours de théâtre avant de se consacrer à la musique.

## Signe distinctif
Joko qui adore les chapeaux en arbore bien souvent lors de ses représentations publiques.

## Discographie

### Singles
- Mama (2011)
- D'ailleurs (2011)
- Chercheuse d'or (2011)
- Hum Hum Hum (2012)

### Clips vidéo
- D'ailleurs (2011)
- Chercheuse d'or (2012)[20]
- Hum Hum Hum (2012)